# Лалли, Доменико
Доменико (Бенедетто) Лалли (настоящие имя и фамилия — Николо Себастьяно Бьянкарди) (итал. Domenico Lalli; 27 марта 1679, Неаполь — 9 октября 1741, Венеция) — итальянский поэт и либреттист эпохи барокко.

## Биография
Доменико Лалли начинал банковским служащим, но после обвинения в мошенничестве и подделке документов в 1706 году покинул родной город, бежал сперва в Рим. После двух лет блуждания по Италии в компании будущего композитора Эмануэле д’Асторга в 1710 году поселился в Венеции, сменил профессию, занявшись сочинением стихов и оперных либретто. До конца своей карьеры служил придворным поэтом в знатной семье Гримани.
В 1709 году взял псевдоним Доменико Лалли. С 1917 года работал антрепренёром в венецианских театрах San Samuele и San Giovanni Grisostomo. С начала 1720-х годов служил у Франца Антона фон Харраха, архиепископа Зальцбургского, с 1727 по 1740 год был придворным поэтом баварского курфюрста Карла Альбрехта. В это время встретился и познакомился с Пьетро Метастазио и Карло Гольдони, последний часто хвалил его, как «поэтического гения».
Умер в Венеции в возрасте 62 лет.

## Творчество
Считался одним из лучших либреттистов своего времени, плодотворно работая с Томазо Джованни Альбинони, Франческо Гаспарини, Алессандро Скарлатти, Антонио Кальдара, Джованни Порта и другими известными композиторами.
Большинство работ Лалли написаны в жанре итальянской Опера-сериа.
Помимо своих сценических произведений Лалли опубликовал несколько томов стихов и сборник биографий королей Неаполя.

## Избранные либретто
- L’amor tirannico (1710), на музыку Франческо Гаспарини и Генделя
- Ottone in villa (1713), на музыку Вивальди
- Il Tigrane (1715), на музыку Алессандро Скарлатти и Томазо Джованни Альбинони
- Arsilda, regina di Ponto (1716), на музыку Вивальди
- Il Cambise (1719), на музыку Алессандро Скарлатти
- Gli eccessi dell’infedeltà (1720), на музыку Антонио Кальдара
- Gli eccessi della gelosia (1722), на музыку Томазо Джованни Альбинони
- Damiro e Pitia (1724), на музыку Николы Порпора